# عبد النبي بلخير
عبد النبي بلخير زعيم قبيلة ورفلة, يعد أحد كبار زعماء الحركة الوطنية في الجهاد ضد الغزو الإيطالي لليبيا كما كانت له العديد من المواقف الوطنية النضالية المشرفة، فقد كان أحد أبرز أعضاء مجلس الجمهورية الطرابلسية التي تأسست عام 1918، ورغم ما كتب عنه من اتخاده لمواقف لم تكن على وفاق مع مواقف بعض الزعماء الأخرىن، إلا أن دوره في الجهاد الليبي أساسي، وزعامته ودهائه السياسي يحسب لهما العدو والصديق ألف حساب.
هجرته
حينما ضيق الغزاة الإيطاليون الخناق على المجاهدين الليبين وحاصروهم في العديد من المدن والمناطق وطاردوهم من مكان إلى آخر إلى أن أشرفت حركة المقاومة الليبية في طرابلس على الانتهاء في أواخر العشرينيات من القرن الماضي وتم احتلالهم (لفزان) بجنوب ليبيا في آخر شهر من عام 1929 والتي كانت آخر معقل للمجاهدين، لم يجد زعماء المقاومة بدا من الانسحاب بدويهم ورفاقهم والهجرة إلى بعض الدول المجاورة لليبيا مثل تونس، ومصر التي هاجر إليها كبار الزعماء مثل «أحمد بك السويحلى والتهامى بك قليصة والشيخ المبروك المنتصر والشيخ عبد الصمد النعاس وأحمد المريض والشيخ سوف (المحمودي).. وغيرهم» (12).
ومما يروى عن سبب فقده لأحدى عينيه، أنه كان معه قلة من رفاقه أثناء هروبه في الصحراء من فلول الطغاة الغزاة وبعيد فقده لزعيمه إلا أن رفاقه أخدوا في الهروب منه واحدا تلو الآخر ظانين بعدم صواب رأيه في الطريق الصحيح إلى تونس، وكانوا يتسللون ليلا هاربين. وفي إحدى الليالي استيقظ يريد تفقد معسكره لكنه فوجئ بأن الجميع قد هرب باستثناء أهله والقليل جدا من رفاقه. وكانت هذه الحادثة صدمة قاسية عليه تأثر بها وانفعل لدرجة أنه ضرب بيده على إحدى عينيه ففقأت وخسرها للأبد.

وفي محاضرة بعنوان «مأساة قافلة عبد النبي بلخير» ألقاها عام 1990 الباحث الأستاذ علي الحسنين بمركز جهاد الليببين (16) ما قوله على لسان الباحث الإيطالي (أنجيلو بيشى):
" وفي مطلع سنة 1930حينما كان (قراتسيانى – قائد الحملة العسكرية في ليبيا) في أوباري، نمى إليه أن المحلات المذكورة قد أوشكت على اجتياز الحدود الليبية الجزائرية مع العلم بأنها كانت تضم أيضا محلة عبد النبى بالخير التي كانت تشتمل على مأتي مسلح من مجاهدى (ورفلة) والتي بلغت موقعا إلى الشمال قليلا من (غات).
" ولما تأكد لدى القائد الإيطالي أن المجاهدين لم يعودوا قادرين على المقاومة وأن كل همهم كان منصبا على الوصول إلى الحدود الدولية (الجزائرية) سالمين، حاول عبثا ملاحقتهم خصوصا بعد أن التقطت المحطات اللاسلكية التابعة لوحداته عن مراكزالحدود الفرنسية إشارات مفادها أن الطرابلسيين الفارين قد أخدوا يعبرون الحدود، مفوتين عليه بذلك فرصة الالتحام بهم ومقاتلتهم.
" فكمحاولة أخيرة للنيل منهم أصدر (غراتسيانى) أوامره بأن تقوم الطائرات التي كانت تحت تصرفه بإدراك أولئك الذين لم يبلغوا بعد الحدود ويقصفهم دون هوادة. وطوال يومي 13 و 14 من فبراير 1930 تناوبت تلك الطائرات – بطلعات متواصلة – على ضرب خط الحدود بوابل من القنابل وطلقات المدافع الرشاشة. ومن المحتمل أن يكون عبد النبى بالخير قد تمكن - حوالى يوم 12 من الشهر ذاته (فبراير) – من اجتياز الحدود الجزائرية ومن حط رحاله في واحة (جانيت) حيث سلم للسلطات العسكرية الفرنسية المرابطة بقلعة " فورشاليه " (17).
ويواصل الأستاذ الحسنين ذكره لرواية مكملة يرويها العقيد الفرنسي (فايس) في كتابه "سر الجنوب" الذي أسرد فيه فصلا خاصا لهذا الموضوع تحت عنوان "أسرى قاسي الطويل" ويذكر فيه بأن صورا شمسية قد ألتقطت بعيد الحادث الذي أودى بحياة عبد النبي ورفاقه إلا أن هذه الصور بقيت غير منشورة وبقيت هذه المأساة سرا غامضا. كما يفصل بعض هذه الأحداث بقوله أن" جمعا من اللاجئين الطرابلسيين المنتمين إلى قبائل ورفلة جاؤوا في سنة 1931 إلى الواحة الصغيرة التي يشرف عليها حصن (فورفلاتير) واستقر بهم المقام هناك. إنهم كانوا عاقدي النية على العيش بتلك الواحة في ظل إحدى حامياتنا بالصحراء الشرقية.
" لقد بلغ الصيف أشده وأن البئر الارتوازية التي كانت تروي نخيل الواحة المذكورة ظلت تسكب – دونما انقطاع – معينها الحي الفوار. غير أن مراعي " العرق " قد يبست وزالت مما حمل عبد النبي بالخير قائد اللاجئين المذكورين – ذات يوم – على أن يمتطى صهوة فرسه ويتوجه إلى الحصن المشار إليه آنفا حيث قابل آمر الحامية وأعرب له عن مخاوفه قائلا: الله أكبر ! حفظك وحفظ جنودك، أبناء فرنسا المضيافة ! ولكن ما العمل؟ وأين المفر؟ في غضون أيام قلائل ستنفق جمالنا لانعدام الكلأ بالمراعي، وفي نجعى أضحى يعانى الناس والأطفال ويلات البؤس والشقاوة.
"فأجابه الآمر بأن ما قاله هو الحق وعليه بالعودة صوب الشمال إلى (ورقلة) حيث المراعى والعيش. ولكن المسافة بعيدة حوالى 500 كيلو متر والمنطقة شديدة الوعورة والكثبان الرملية المتحركة وخصوصا في (وادى الطويل) وفي درجة حرارة تقرب من الخمسين وأنه لن يتمكن من الوصول اليها بدون دليل ولكن إن انتظر خمسة أيام سيمر اثنان من خبراء الصحراء من الشعامبة يمكنهما مساعدته للوصول إلى ورقلة وسيعطيه بعض الشعير.
ويستمر الآمر في سرده للواقعة بقوله: " إن عبد النبي بالخير الذي ما كان إنسانا يخلو من مشاعر الكبرياء، لم يكترث بنصائح آمر الحامية في (فورفلاتير) فقام في الليلة التالية بشد الرحال مع ركبه المشتمل على واحد وخمسين شخصا وسارت قافلتهم نحو المصير المحتوم. ومرت ب (حاسي تانسروفت) للتزود بالماء فملأت قرابها ثم واصلت توغلها في العرق حتى تعذر عليها السير في وضح النهار، فاضطرت إلى مواصلة رحلتها فيما بعد غروب الشمس. إلا أن هؤلاء السراة الذين كانت تنقصهم الخبرة وما كان برفقتهم دليل وما كان عليهم إلا المضي قدما صوب الشمال مهتدين بالنجمة القطبية على أن متاهة رمال العرق وقفاره الموحشة كانت تجبرهم بلا انقطاع على السير وفق خط غير مستقيم.
" وبعد أن استمرت هذه القافلة المنحوسة في تذبذبها ست ليالى حطت رحالها في موقع إعتقده قائدها غير بعيد عن بئر (حاسي الطوارق) فانتشر الرجال للبحث عن مورد الرواء في النواحى المجاورة ولم يهتدوا إلى الهدف المنشود ولم يعثروا عليه عدا زمرة مؤلفة من زنجيين وصبي فكتبت لهم النجاة أما الأخرون فقد لقوا حتفهم مع استنزافهم لأخر قطرة ماء.
«وفي (فورفلاتير) - حال وصول الدليلين الذين كان قد اقترح آمر الحامية خدماتهما على عبد النبي بالخير – أخبرا بأمر القافلة وبأن أصحابها كانوا يعدمون الخبرة بالطريق. فأخدا يقتفيان آثارها على مسافة بضعة أيام بشيء من الانشغال. وسرعان ما أفضى بحثهما إلى اكتشاف أثار الكارثة التي حلت بإخوان لهم يشاطرونهم مشاعر القلق والاضطراب إذ وجدوا جثثهم وجيف مواشيهم وحطام أمتعتهم متناثرة هنا وهناك على الرمال بالقرب من حاسى الطوارق...» (18).
ويستمر (فايس) في وصف حالة القافلة وأشلاء الموتى والكارثة المحزنة التي حلت بها، إلا أننا نكتفى بهذا القدر حيث وضحت لنا الحادثة تقريبا.
ولعلنا نلاحظ وجود بعض الاختلافات بين الروايات الثلاث الخاصة بضياع القافلة وهلاك قائدها في صحراء الجزائر وكذلك في تواريحها، فالأولى التي ذكرها الأستاذ الحسنين عن رواية العقيد الفرنسى (فايس) في كتابه، والثانية رواية الشيخ المسلاتى عن لسان مجاهدنا نفسه والثالثة الرواية التي ذكرها المرزوقى في كتابه «عبد النبي بلخير داهية السياسة والحهاد».
إلا أن المحصلة النهائية هي ضياع وهلاك عبد النبي سواء أكان مع بعض رفاقه الذين يقدروا بخمسين شخصا كما ذكر العقيد الفرنسي، أم كان بمفرده وخادمه كما ذكر الشيخ المسلاتى، أم وحده كما ذكر []المرزوقى]]. والحقيقة
انا
.